# 다케나카 시게하루

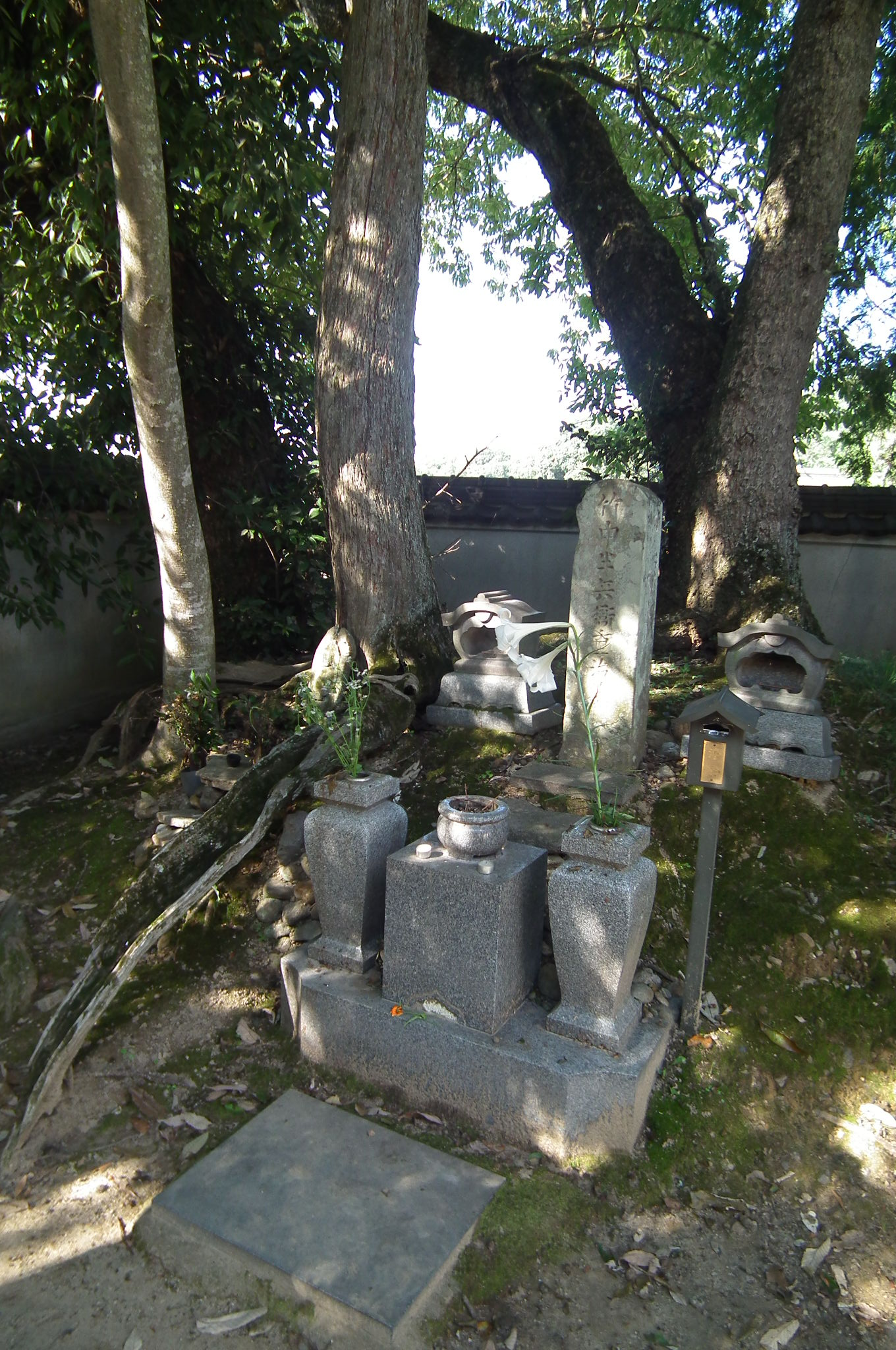

다케나카 시게하루(일본어: 竹中重治, 1544년 9월 27일 ~ 1579년 7월 6일)는 센고쿠 시대부터 아즈치모모야마 시대에 걸쳐 활약한 무장이다. 초명은 시게토라(重虎)로 후에 시게하루로 개명하였다. 통칭은 한베에(半兵衛). 즉, 다케나카 한베에(일본어: 竹中 半兵衛)로 유명하다. 센고쿠 시대를 대표하는 군사로서 널리 알려져 있고, 하시바 히데요시(羽柴秀吉, 후의 도요토미 히데요시)의 참모로서 활약하여, 구로다 간베에(黒田官兵衛, 구로다 요시타카(黒田孝高))와 한데 묶여「료베에」(両兵衛, 두 명의 베에(兵衛))라고 불렸다.

## 생애

### 사이토 가문 시대
덴분 13년(1544년), 미노(美濃)의 사이토 가문(斎藤氏)의 가신이자 미노 오노군(大野郡) 오미도 성(大御堂城) 성주인 다케나카 시게모토의 자식으로 태어난다.
에이로쿠 원년(1558년), 아버지는 후와군(不破郡) 이와테 성(岩手城)을 공략하여, 다음 해(1559년), 보다이 산성(菩提山城)을 축성하여 거성으로 삼았다.
에이로쿠 3년(1560년), 아버지의 죽음 혹은 은거(일설에 따르면 아버지의 사망은 에이로쿠 5년(1562년이라고 한다)에 따라 가독을 상속하여, 보다이 산성 성주가 되어 사이토 요시타쓰(斎藤義龍)를 섬긴다.
에이로쿠 4년(1561년), 사이토 요시타쓰가 사망하자, 그 뒤를 이은 사이토 다쓰오키(斎藤龍興)를 섬기게 되었다.
이 무렵에 오와리(尾張)의 오다 노부나가(織田信長)의 미노 침공이 해가 갈수록 격해지지만, 요시타쓰 시대에는 노부나가의 공세를 잘 막아내고 있었다. 그러나 요시타쓰가 사망하고 그 뒤를 이은 다쓰오키는 어린데다 범용한 장수였기 때문에 가신단이 크게 동요하여 오다 가문의 침공에 대해 적절하게 대응하기 어렵게 되었다. 그러한 상황을 본 노부나가가 1561년 7월에 미노로 침공해 오나, 사이토 군은 시게하루의 복병전술로 오다 군을 격파했다고 한다.
에이로쿠 6년(1563년)에도 신카노(新加納)에서 오다 군과 전투를 벌이나, 이 때에도 시게하루의 전술 덕분에 사이토 군이 승리하였다.
그런데, 주군 다쓰오키는 주색에 빠져 제대로 정무를 보지 않고, 몇 안되는 측근만을 총애하여 시게하루와 서미노 삼인방(西美濃三人衆, 이나바 잇테쓰(稲葉一鉄)・안도 모리나리(安藤守就)・우지이에 보쿠젠(氏家卜全))을 정무에서 떼어놓고 있었다. 이 때문에 에이로쿠 7년(1564년) 2월, 시게하루는 동생 시게노리와 장인 안도 모리나리와 함께 다쓰오키의 거성 이나바 산성(稲葉山城, 후의 기후성(岐阜城))을 16명의 부하를 이끌고 단 하루만에 탈취하였다. 오다 노부나가는 시게하루의 이나바 산성 탈취를 알게 되자 자신에게 성을 내어주라고 요구했으나, 시게하루는 이를 거절하고 8월에는 성을 다쓰오키에게 반환하였다.
그 뒤에는 사이토 가문을 나와, 북 오미(近江)의 센고쿠 다이묘 아자이 나가마사(浅井長政)의 객장으로 히가시아자이 군(東浅井郡]) 구사노(草野)에 3천관의 녹봉을 받지만, 약 1년 만에 물러나서 옛 영지 이와테로 돌아가 은거하였다.

### 사이토 가문 멸망 후
에이로쿠 10년(1567년), 노부나가의 침공으로 사이토 가문은 멸망했다. 노부나가는 낭인으로 지내는 시게하루를 가신으로 등용하고 싶다고 생각하여 미노 침공에서 두각을 나타낸 기노시타 도키치로 히데요시(木下藤吉郎秀吉, 후의 하시바 히데요시)에게 시게하루의 임관 권유를 명하여, 히데요시는 시게하루를 등용하기 위하여「삼고지례(三顧の礼)」를 다하였다. 이 때 시게하루는 히데요시의 재능을 간파하여 노부나가를 섬기는 것은 거절하겠지만, 히데요시의 가신이 되는 것은 승낙했다고 한다.(단, 이 일화도 후세의 창작일 가능성이 높아서 최근에는 동생 시게노리와 마찬가지로 노부나가의 직속 부하로서 등용에 응했다는 견해가 제시되고 있다.)
후의 노부나가 포위망이 펼쳐지고, 노부나가와 아자이 나가마사가 적대하게 되자, 시게하루는 예전 나가마사의 가신이었을 때 형성한 아자이 가신단과의 인맥을 이용하여, 주로 계략을 짜내는 쪽에서 활약하였다. 겐키 원년(1570년)에는 아자이 군의 조테이켄 성(長亭軒城)과 다케쿠라베 성(長比城)을 책략을 써서 오다 쪽으로 배반시켰다. 직후의 아네가와 전투(姉川の戦い)에도 안도 모리나리의 군세에 속하여 참전하였다. 아네가와 전투 뒤에 노부나가의 명으로 요코야마 성(横山城)에 히데요시와 함께 머물게 되어, 이 때부터 노부나가 직속에서 히데요시의 요리키(与力)로 바뀌었다.
히데요시가 주고쿠 정벌 총사령관에 임명되자, 시게하루는 히데요시를 따라 주고쿠 정벌에 참가한다. 덴쇼(天正) 6년(1578년), 우키타 가문(宇喜多氏)의 비젠(備前) 하치만 산성(八幡山城)을 책략으로 낙성시켜서, 노부나가에게 상찬을 받는다. 같은 해, 노부나가에게 모반을 일으킨 아라키 무네시게(荒木村重)에 대하여(아리오카 성 전투(有岡城の戦い)), 히데요시의 막료인 구로다 요시타카가 아리오카 성으로 향하여 무네시게에게 모반의 뜻을 거두라고 설득하려고 했으나 도리어 성 안에 포박당하여서 돌아오지 않자, 노부나가는 요시타카를 의심하여 히데요시에게 요시타카의 적남 쇼쥬마루(松寿丸, 후의 구로다 나가마사)의 살해를 명하였다. 그러나 시게하루는 히데요시에게 가짜 목을 보내, 쇼쥬마루의 목숨을 구했다. 그 후에 구출된 요시타카는 이 일을 대단히 고마워하여, 다케나카 가문의 문장을 받아 자신의 가문의 문장에 더하였다고 한다.
덴쇼 7년 (1579년) 4월, 시게하루는 벳쇼 나가하루(別所 長治)가 지키는 하리마국 미키 성 포위전 중에 병으로 쓰러졌다. 히데요시는 시게하루의 병세를 걱정하여 교토에서 요양하게 하였다. 그러나, 시게하루는 이미 가망이 없다는 것을 깨닫고 무사답게 전장에서 죽고 싶다고 히데요시에게 간청하여, 6월 13일 하리마의 히라야마(平山)로 돌아와 진중에서 죽는다. 향년 36세. 사인은 폐병(폐렴 또는 폐결핵)으로 추정된다.

## 인물・일화
- 구로다 요시타카와 함께「료베에(両兵衛)」라고 불리며, 한 왕조 건국 공신 진평(陳平)에 비유되고는 한다. 노부나가의 군세를 적은 군사로 몇 번이나 격파했기 때문에, 군략의 천재로서 「현신한 구스노키(今楠木)」라고 칭해졌다. 《부코야와(武功夜話)》에는 "재주 있고 온화하고 우아하며, 보살의 자비로운 눈(慈眼)을 가지고 있고, 학문에도 재능이 있어 군서에 밝다"라고 되어 있고, 전장에서는 항상 「태연자약한 자세」로 적에게 맞섰다고 기술되어 있다.

- 《다이코키(太閤記)》와 《상산기담(常山紀談)》등에 의하면, 몸이 약하고 마른 체형으로 여성 같으며, 출진할 때도 조용히 말에 타 있을 뿐이었다고 한다(이것은 한 고조의 모신 장량의 이미지와 겹친다). 그런 용모 때문에, 주군 다쓰오키를 비롯한 사이토 가신단으로부터 경멸당하여, 다쓰오키의 총신인 사이토 히다노카미(斉藤飛騨守)가 노(櫓) 위에서 시게하루의 얼굴을 향하여 소변을 보면서 조롱했던 적도 있다. 며칠 뒤, 히다노카미가 다쓰오키 저택에서 숙직을 맡고 있을 때, 시게하루는 이나바 산성에 머물고 있던 동생 시게노리의 간병을 사칭하여 무구를 숨긴 상자 등을 가지고 입성하여, 시게노리의 거실에서 무장하고 숙직하고 있던 히다노카미를 참살하고 이나바 산성을 탈취했다고 전해진다.

- 시게하루는 에도시대의 강담 등에서 구로다 요시타카와 함께 천재 군사의 인물상이 굳어져, 현재의 인기에 이르고 있다. 그러나 《신초코키(信長公記)》등에는 그에 대한 기술이 적어 실태는 잘 알 수 없다. 또한, 히데요시의 정식 가신이었다는 기술도 일차사료에는 없고, 오다 가문에서 히데요시에게 붙여진 요리키 무장의 한 사람이었던 것으로 보인다.

- 유명한 일화로는 이나바 산성 탈취 사건이 있으나, 그 이유에 관해서는 다쓰오키에 대한 원한 때문이라는 설, 안도 모리나리의 실각 때문이라는 설 등이 있다. 《다이코키》에는 시게하루는 다쓰오키를 간하여 주색을 그만두게 하려는 이유로 탈취를 감행하여, 노부나가로부터 귀순하면 미노 국의 절반을 준다는 조건으로 권유받았으나 거절하고, 그대로 다쓰오키에게 성을 돌려주고 은거하였다고 적혀 있다.

- 은거하고 있던 시게하루를 히데요시가 가신으로 맞아 들이는 일화는 《삼국지연의》에서의 유비(劉備)가 제갈량(諸葛亮)을 맞아들인 삼고지례가 모델이 되었다는 지적이 있고, 아자이 씨 공략, 주고쿠 정벌, 나가시노 전투의 활약에 대해서도 비슷한 지적이 제기되고 있다.

- 나가시노 전투(長篠の戦い)에서 다케다 군세의 일부가 좌측으로 이동했다. 히데요시는 군세가 그대로 돌아가 버리는 것은 아닐까 하고 초조해 했으나, 시게하루는 오다 군세의 진에 구멍을 내기 위한 양동작전이 아닌가 하고 진언하였다. 히데요시는 시게하루의 의견을 듣지 않고 병사를 이끌고 추격하러 갔으나, 시게하루는 반대하고 자신의 직속 부대와 함께 그 자리를 떠나지 않았다. 곧 다케다 군세가 원래의 위치로 돌아와 히데요시가 떠난 그 지점을 향해 공격해 들어왔다. 시게하루가 버티고 있는 동안 히데요시도 급히 돌아와서 시게하루가 옳았다는 것이 증명되었다.

- 주고쿠 정벌의 진중에서 병사할 때, 최후의 책략으로, 미키 성 병량 공격(농성 측의 병량이 다할 때까지 포위하는 작전)을 히데요시에게 조언하여 벳쇼 나가하루를 항복시킨다. 이러한 무혈 개성 전법은 후의 빗추(備中) 다카마쓰 성(高松城) 수공에서도 통하였다.

- 구로다 요시타카가 아무리 기다려도 히데요시가 지행(知行)을 약속한 만큼 늘려주지 않는 것에 불만을 느껴, 히데요시의 수결(手決, 서명 대신 쓰이던 기호)이 들어간 문서를 가지고 히데요시 앞에 나타나 불평한 적이 있다. 그 때, 히데요시의 옆에 있던 시게하루가 그 문서를 빼앗아 찢고 태워버렸다. 놀라는 요시타카에게 "이런 문서가 있으니까 불만을 느끼는 것이다. 이런 문서는 당신을 위해서 좋은 것이 아니다."라고 말했다고 한다.

- 시게하루가 아들 사쿄(左京, 후의 다케나카 시게카도)에게 군담(軍物語)을 가르치고 있는데, 사쿄가 갑자기 소변 때문에 자리에서 일어나자 시게하루는 크게 노하여 "오줌을 싸더라도 군담 자리에서 일어서서는 안 된다. 다케나카의 자식이 군담에 빠져 그만 저택을 더럽히고 말았다는 소리를 들어야, 다케나카 집안의 체면이 서는 것이다." 라고 말했다고 전해진다.

- 시게하루는 언제나 빈약한 말을 사서 타고 타녔다. "당신 정도의 신분으로 그런 빈약한 말을 타는 사람은 없을 것이요."라고 말하는 히데요시에게 "명마를 타고 다니면 실제 전투에서 그 말이 아까워 싸울 기회까지 놓칠 수 있으니 차라리 이런 말을 타는게 낫습니다."라고 대답했다고 한다.